# Definizione rigorosa del Pi greco in geometria euclidea
Nella geometria euclidea la costante pi greco ({\displaystyle \pi }) è definita come il rapporto fra la misura della lunghezza della circonferenza e la misura della lunghezza del diametro di uno stesso cerchio. Affinché questa definizione sia univoca, è necessario dimostrare che è indipendente dal cerchio scelto.
Da alcuni teoremi classici di Euclide e Archimede segue che, in terminologia moderna, pi greco è una costante, e inoltre che pi greco è uguale al rapporto fra l'area di un cerchio e il quadrato del suo raggio.
In questa voce verrà esposto in dettaglio il ragionamento che permette di definire il pi greco e di dimostrarne l'unicità; prima si descriverà una procedura che si limita a far uso degli assiomi e delle conoscenze geometriche a disposizione di Euclide e Archimede poi, in un secondo momento, si mostrerà una derivazione più rigorosa basata sul moderno (1872) assioma di Dedekind. Per la comprensione di questa voce sono comunque necessarie alcune conoscenze pregresse di geometria euclidea come, ad esempio, il teorema di Pitagora, il teorema di Talete e i criteri di similitudine tra triangoli.

## Dimostrazione di Euclide-Archimede

### Assiomi e teoremi necessari
Questa dimostrazione è basata sugli assiomi e sulle proposizioni contenuti negli Elementi di Euclide, nel primo libro Sulla Sfera ed il Cilindro e nel libro Sulla Misura del Cerchio di Archimede. Punto di partenza fondamentale per le dimostrazioni che verranno esposte è l'assioma di Eudosso, corrispondente alla Definizione 4 del V libro degli Elementi.
Assioma di Eudosso: Si dice che hanno rapporto due grandezze le quali possono, se moltiplicate, superarsi reciprocamente.
L'assioma ci dice quindi che date due grandezze {\displaystyle a} e {\displaystyle b} tali che {\displaystyle 0<a<b}, è possibile trovare un {\displaystyle n} tale che {\displaystyle na>b}.
L'assioma di Eudosso permette allora di dimostrare l'importantissimo teorema detto anche metodo di esaustione, corrispondente alla Proposizione 1 del X libro degli Elementi:
Teorema 1 (metodo di esaustione): Date due grandezze, se dalla maggiore viene sottratta una grandezza maggiore della metà e da quello che resta una grandezza maggiore della sua metà, e ripetendo continuamente questo procedimento, allora resterà una grandezza più piccola della minore data.
Ad esempio, con riferimento alla figura, date le grandezze {\displaystyle AB>C}, allora sottraendo da {\displaystyle AB} prima la grandezza {\displaystyle HB>{\frac {AB}{2}}} e poi la grandezza {\displaystyle KH>{\frac {AH}{2}}}, alla fine resta {\displaystyle AK<C}.
Sia {\displaystyle AB>C}. Allora, per l'assioma di Eudosso, qualche multiplo {\displaystyle DE} di {\displaystyle C} è maggiore di {\displaystyle AB}. Si divida {\displaystyle DE} in parti uguali {\displaystyle DF,FG,GE,\ldots =C}. Da {\displaystyle AB} si sottragga {\displaystyle BH>{\frac {AB}{2}}} e da {\displaystyle AH} si sottragga {\displaystyle HK>{\frac {AH}{2}}} e si ripeta questo procedimento fino a che le sezioni di {\displaystyle AB} siano uguali in numero a quelle di {\displaystyle DE}. Ora, poiché {\displaystyle DE>AB} da {\displaystyle DE} viene sottratto {\displaystyle EG<{\frac {DE}{2}}} e da {\displaystyle AB} viene sottratto {\displaystyle BH>{\frac {AB}{2}}}, allora {\displaystyle GD>HA}. Da questo segue che, sottraendo da {\displaystyle GD} la metà {\displaystyle GF} e da {\displaystyle HA} la grandezza {\displaystyle HK>{\frac {AH}{2}}}, si ottiene {\displaystyle DF>AK}. Ma {\displaystyle DF=C}, quindi {\displaystyle C>AK}. Della grandezza maggiore data {\displaystyle AB} resta quindi {\displaystyle AK} più piccolo della grandezza minore {\displaystyle C} data.
A questo punto Euclide può utilizzare il metodo di esaustione per dimostrare una fondamentale proposizione (Proposizione 2 del XII libro degli Elementi) sulle aree dei cerchi, ma per questo è prima necessario dimostrare un'altra proposizione (Proposizione 1 del XII libro degli Elementi) sulle aree dei poligoni iscritti all'interno di una circonferenza; la Proposizione 2 fa infatti uso fondamentale della Proposizione 1, corrispondente al seguente
Teorema 2 (Elementi, XII, 1): Le aree di due poligoni simili iscritti in due distinte circonferenze stanno tra loro come i quadrati dei rispettivi raggi.
Ovvero con riferimento alla figura, dove {\displaystyle BM=2R_{1}} e {\displaystyle GN=2R_{2}} sono i diametri delle due circonferenze e {\displaystyle A_{1}} e {\displaystyle A_{2}} sono rispettivamente le aree dei poligoni simili {\displaystyle ABCDE} e {\displaystyle FGHKL}, si ha {\displaystyle {\frac {A_{1}}{A_{2}}}={\frac {R_{1}^{2}}{R_{2}^{2}}}}.
Siano {\displaystyle BM} e {\displaystyle GN} due diametri delle rispettive circonferenze. Dato che {\displaystyle ABCDE} è simile ad {\displaystyle FGHKL}, allora l'angolo {\displaystyle B{\hat {A}}E} è uguale a {\displaystyle G{\hat {F}}L} e {\displaystyle {\frac {BA}{AE}}={\frac {GF}{FL}}.} Allora {\displaystyle BAE} e {\displaystyle GFL} sono due triangoli che hanno un angolo uguale e proporzionali i lati ad esso relativi. Allora i due triangoli sono simili, quindi tutti i loro angoli sono uguali, perciò {\displaystyle A{\hat {E}}B=F{\hat {L}}G}. Ma {\displaystyle A{\hat {E}}B=A{\hat {M}}B} perché hanno lo stesso arco di circonferenza come base. Analogamente {\displaystyle F{\hat {L}}G=F{\hat {N}}G.} Quindi {\displaystyle A{\hat {M}}B=F{\hat {N}}G.} Gli angoli {\displaystyle B{\hat {A}}M} e {\displaystyle G{\hat {F}}N} sono retti, perché un angolo al centro e uno alla circonferenza, che hanno lo stesso arco di circonferenza come base, sono uno il doppio dell'altro. Allora i triangoli {\displaystyle ABM} e {\displaystyle FGN} hanno tutti gli angoli uguali, quindi sono simili. Questo significa che {\displaystyle {\frac {R_{1}}{R_{2}}}={\frac {BM}{GN}}={\frac {BA}{GF}}.} Ma per l'ipotesi di similitudine tra i due poligoni {\displaystyle {\frac {BA}{AE}}={\frac {GF}{FL}}\Rightarrow {\frac {R_{1}}{R_{2}}}={\frac {BA}{GF}}={\frac {AE}{FL}}.} Ripetendo questo ragionamento per tutti i lati si ottiene {\displaystyle {\frac {R_{1}}{R_{2}}}={\frac {BA}{GF}}={\frac {AE}{FL}}={\frac {ED}{LK}}=\ldots .} Quindi lati corrispondenti dei due poligoni stanno tra loro come i raggi delle rispettive circonferenze. Da questo si deduce immediatamente che anche per i perimetri {\displaystyle P_{1}} e {\displaystyle P_{2}} risulta {\displaystyle {\frac {P_{1}}{P_{2}}}={\frac {R_{1}}{R_{2}}}.} Tracciando ora le altezze {\displaystyle OP} e {\displaystyle O'Q} dei triangoli {\displaystyle ABO} e {\displaystyle FGO'}, si ottengono gli angoli {\displaystyle O{\hat {B}}P=O{\hat {B}}A=O'GF=O'GQ} e {\displaystyle B{\hat {P}}O=G{\hat {Q}}O'} (retti per costruzione), e di conseguenza {\displaystyle P{\hat {O}}B=Q{\hat {O}}'G.} Quindi anche {\displaystyle BPO} e {\displaystyle GQO'} sono triangoli simili, e perciò {\displaystyle {\frac {OP}{O'Q}}={\frac {R_{1}}{R_{2}}}.} Allora le aree dei due triangoli {\displaystyle ABO} e {\displaystyle FGO'} stanno tra loro come {\displaystyle {\frac {R_{1}^{2}}{R_{2}^{2}}}}. Ripetendo il ragionamento per tutti gli altri lati e sommando si ottiene immediatamente per le aree {\displaystyle A_{1}} e {\displaystyle A_{2}} dei due poligoni {\displaystyle {\frac {A_{1}}{A_{2}}}={\frac {R_{1}^{2}}{R_{2}^{2}}}}
Il Teorema 1 è fondamentale per poter dimostrare il seguente:
Teorema 3 (Elementi, XII, 2): Le aree di due cerchi stanno tra loro come i quadrati dei rispettivi raggi.
Siano {\displaystyle A_{1}} e {\displaystyle A_{2}} le aree dei cerchi {\displaystyle ABCD} e {\displaystyle EFGH}, {\displaystyle BD} e {\displaystyle FH} i loro diametri ed {\displaystyle R_{1}}, {\displaystyle R_{2}} i loro raggi. Allora si vuole provare che {\displaystyle {\frac {A_{1}}{A_{2}}}={\frac {R_{1}^{2}}{R_{2}^{2}}}={\frac {BD^{2}}{FH^{2}}}}. Supponiamo allora che i quadrati di {\displaystyle BD} ed {\displaystyle FH} non stiano tra loro come {\displaystyle A_{1}} e {\displaystyle A_{2}}, allora {\displaystyle {\frac {BD^{2}}{FH^{2}}}={\frac {A_{1}}{S}}} dove {\displaystyle S} è una qualche area che potrebbe essere maggiore oppure minore di {\displaystyle A_{2}}. Trattiamo separatamente questi due casi.
Sia prima {\displaystyle S<A_{2}}. Si iscriva il quadrato {\displaystyle EFGH} nel cerchio {\displaystyle EFGH}. Si può dimostrare che l'area di questo quadrato è maggiore di {\displaystyle {\frac {A_{2}}{2}}}. Infatti, se per i punti {\displaystyle E,F,G,H} tracciamo le tangenti al cerchio, allora si vede immediatamente che il quadrato {\displaystyle EFGH} ha area pari alla metà di quella del quadrato circoscritto al cerchio, e il cerchio ha un'area minore del quadrato circoscritto, quindi l'area del quadrato {\displaystyle EFGH} iscritto è maggiore di {\displaystyle {\frac {A_{2}}{2}}}.
Si bisechino ora gli archi di circonferenza {\displaystyle {\stackrel {\frown }{EF}},\ {\stackrel {\frown }{FG}},\ {\stackrel {\frown }{GH}},\ {\stackrel {\frown }{HE}}}, ottenendo i punti {\displaystyle K,\ L,\ M,\ N}. Si congiungano {\displaystyle EK,\ KF,\ FL,\ LG,\ GM}. Si può dimostrare che l'area del triangolo {\displaystyle EKF} è maggiore della metà dell'area del corrispondente segmento circolare. Infatti tracciando la tangente al cerchio in {\displaystyle K} e costruendo il rettangolo sul lato {\displaystyle EF} si vede immediatamente che l'area del triangolo {\displaystyle EKF} è la metà dell'area del rettangolo costruito; ma questo rettangolo ha area maggiore del corrispondente segmento circolare, quindi l'area del triangolo è maggiore della metà dell'area del segmento circolare.
Bisecando poi gli archi {\displaystyle {\stackrel {\frown }{EF}},\ {\stackrel {\frown }{KF}},\ldots .} si può continuare iterativamente questo processo in cui, ad ogni iterazione, da ogni segmento circolare si sottrae un triangolo che ha area maggiore della metà dell'area del segmento circolare stesso. Definendo con {\displaystyle \varepsilon _{n}} l'area totale di tutti i segmenti circolari costruiti alla n-esima iterazione, allora per il Teorema 2 (cioè il metodo di esaustione) esisterà {\displaystyle {\bar {n}}} tale che {\displaystyle \varepsilon _{\bar {n}}<A_{2}-S}. Supponiamo che {\displaystyle EKFLGMHN} sia il poligono ottenuto alla {\displaystyle {\bar {n}}}-esima iterazione; si costruisca allora nel cerchio {\displaystyle ABCD} il poligono simile {\displaystyle AOBPCQDR}. Allora per il Teorema 2: {\displaystyle {\frac {area\left(AOBPCQDR\right)}{area\left(EKFLGMHN\right)}}={\frac {R_{1}^{2}}{R_{2}^{2}}}={\frac {A_{1}}{S}}}. Ma {\displaystyle area\left(AOBPCQDR\right)<A_{1}}, quindi dovrebbe essere {\displaystyle area\left(EKFLGMHN\right)<S}, però per costruzione risulta {\displaystyle area\left(EKFLGMHN\right)>S}. Quindi {\displaystyle S<A_{2}} non può essere vera. Analogamente si dimostra che, se {\displaystyle {\frac {FH^{2}}{BD^{2}}}={\frac {R_{2}^{2}}{R_{1}^{2}}}={\frac {A_{2}}{S}}}, non può essere {\displaystyle S<A_{1}}.
Si supponga allora {\displaystyle S>A_{2}}. Dato che per ipotesi {\displaystyle {\frac {R_{1}^{2}}{R_{2}^{2}}}={\frac {A_{1}}{S}}}, esisterà una certa area {\displaystyle T} tale che {\displaystyle A_{1}A_{2}=ST}, ma dato che {\displaystyle S>A_{2}}, allora sarà {\displaystyle T<A_{1}}. Risulta quindi che {\displaystyle {\frac {R_{2}^{2}}{R_{1}^{2}}}={\frac {A_{2}}{T}}} con {\displaystyle T<A_{1}}, ma questo è stato più sopra dimostrato essere impossibile, quindi non può essere {\displaystyle S>A_{2}}. Analogamente si dimostra che, se {\displaystyle {\frac {FH^{2}}{BD^{2}}}={\frac {R_{2}^{2}}{R_{1}^{2}}}={\frac {A_{2}}{S}}}, allora non può essere {\displaystyle S>A_{1}}.
Quindi, mettendo tutto insieme, deve necessariamente valere {\displaystyle {\frac {R_{1}^{2}}{R_{2}^{2}}}={\frac {A_{1}}{A_{2}}}}, ovvero le aree di due cerchi stanno tra loro come i quadrati dei rispettivi raggi; il Teorema 3 è quindi dimostrato.
Per poter ora passare al calcolo della circonferenza è necessario prima premettere una definizione e due assiomi che Archimede enuncia nel primo libro Sulla Sfera ed il Cilindro. A rigore, gli assiomi di Archimede non sono una definizione della lunghezza di una curva, ma piuttosto soltanto l'enunciazione di alcune proprietà che lasciano di fatto all'intuizione la definizione vera e propria di lunghezza. Più avanti queste nozioni verranno ridefinite utilizzando l'assioma di Dedekind.
Definizione (Sulla Sfera ed il Cilindro I, definizione 2): si applica la definizione di concava dalla stessa parte ad una linea tale che, se vengono presi due punti qualsiasi su di essa, o i segmenti che collegano questi punti giacciono su un solo lato della linea data, oppure alcuni giacciono su un solo lato mentre altri giacciono sulla linea data stessa, ma nessun segmento giace sull'altro lato.
In figura sono riportate tre curve. Le prime due soddisfano la definizione, infatti tutti i segmenti che collegano due punti qualsiasi giacciono interamente da una stessa parte della curva, quindi tali curve sono concave dalla stessa parte. Nella terza curva invece alcuni segmenti che collegano due punti qualsiasi non giacciono interamente dallo stesso lato della curva, che quindi non è concava dalla stessa parte.
Archimede enuncia poi due assiomi sulla lunghezza delle curve.
Assioma 1 di Archimede sulla lunghezza delle curve: Di tutte le linee che hanno gli stessi estremi, la linea retta è la più breve.
Assioma 2 di Archimede sulla lunghezza delle curve: Delle altre linee in un piano e che hanno gli stessi estremi, siano due linee differenti entrambe concave dalla stessa parte, delle quali una sia interamente contenuta tra l'altra linea e la linea retta con le stesse estremità, oppure sia parzialmente contenuta da e parzialmente coincidente con l'altra linea; la linea contenuta ha lunghezza L minore dell'altra.
In figura sono mostrati alcuni esempi di curve che soddisfano le condizioni degli assiomi di Archimede per la lunghezza {\displaystyle L}. In tutti i casi risulta {\displaystyle L\left(\Gamma \right)>L\left(\gamma \right)>L\left(r\right)}.
Dall'assioma 1 di Archimede sulla lunghezza delle curve segue immediatamente il seguente:
Teorema 4: Il perimetro di un poligono iscritto in una circonferenza è minore della lunghezza della circonferenza.
Infatti ogni lato del poligono è, per l'assioma 1, minore della parte di circonferenza tagliata da esso.
Si può poi dimostrare anche l'ulteriore
Teorema 5 (Sulla Sfera ed il Cilindro I, proposizione 1): Se un poligono è circoscritto ad una circonferenza, il perimetro del poligono è maggiore della lunghezza della circonferenza.
Due qualsiasi lati adiacenti con vertice {\displaystyle A} sono tangenti al cerchio nei punti {\displaystyle P} e {\displaystyle Q}. Allora per l'assioma 2 di Archimede sulla lunghezza delle curve {\displaystyle PA+AQ>L\left({\stackrel {\frown }{PQ}}\right).} Una disuguaglianza simile vale per tutti gli altri lati quindi, sommando, si ottiene che il perimetro del poligono è maggiore della circonferenza.
Ci sono ora tutte le premesse per dimostrare un altro fondamentale teorema, corrispondente alla Proposizione 1 del libro Sulla Misura del Cerchio di Archimede:
Teorema 6 (Sulla Misura del Cerchio, proposizione 1): L'area {\displaystyle A_{C}} di un qualunque cerchio è equivalente a quella di un triangolo rettangolo nel quale uno dei cateti è uguale al raggio {\displaystyle R} del cerchio e l'altro cateto uguale alla circonferenza {\displaystyle C}. Ovvero {\displaystyle A_{C}={\frac {CR}{2}}}
Sia {\displaystyle ABCD} il cerchio dato e {\displaystyle K} il triangolo descritto nell'enunciato del Teorema 6. Allora, se l'area del cerchio non fosse equivalente a quella di {\displaystyle K}, dovrebbe essere minore oppure maggiore.
Supponiamo prima che sia {\displaystyle A_{C}>K.} Si iscriva nella circonferenza il quadrato {\displaystyle ABCD}, si bisechino gli archi {\displaystyle {\stackrel {\frown }{AB}},\ {\stackrel {\frown }{BC}},\ {\stackrel {\frown }{CD}},\ {\stackrel {\frown }{DA}},} poi si bisechino (se necessario) le rispettive metà, e così via fino a che i lati del poligono iscritto, i cui vertici coincidono con i punti di bisezione, determinino dei segmenti circolari la somma delle cui aree sia minore di {\displaystyle A_{C}-K}. Questo è sempre possibile grazie al Teorema 1, così come già è stato esposto nella dimostrazione del Teorema 3. L'area del poligono iscritto è quindi maggiore di quella di {\displaystyle K}. Sia {\displaystyle AE} un lato di questo poligono, e {\displaystyle ON} la perpendicolare ad esso dal centro {\displaystyle O} del cerchio. Allora {\displaystyle ON} è minore del raggio e pertanto minore di uno dei cateti di {\displaystyle K}. Anche il perimetro del poligono è minore della circonferenza, e quindi minore dell'altro cateto di {\displaystyle K}. Quindi l'area del poligono deve essere minore di {\displaystyle K}. Abbiamo così ottenuto una contraddizione (area del poligono iscritto contemporaneamente maggiore e minore di {\displaystyle K}), quindi l'ipotesi {\displaystyle A_{C}>K} non può essere vera.
Sia allora {\displaystyle A_{C}<K.} Si circoscriva un quadrato al cerchio e due lati adiacenti con vertice {\displaystyle T} siano tangenti al cerchio nei punti {\displaystyle E} e {\displaystyle H}. Si bisechi l'arco {\displaystyle {\stackrel {\frown }{EH}}} e si tracci la tengente nel punto {\displaystyle A} di bisezione. Sia {\displaystyle FG} il segmento tangente ad {\displaystyle A}. Allora l'angolo {\displaystyle T{\hat {A}}G} è retto; ne segue quindi che {\displaystyle TG>GA} e {\displaystyle TG>GH}. Ma dato che {\displaystyle TAG} e {\displaystyle AHG} sono due triangoli con la stessa altezza e basi {\displaystyle TG>GH}, allora l'area di {\displaystyle TAG} è maggiore dell'area di {\displaystyle AHG}. Da questo segue immediatamente che l'area del triangolo {\displaystyle FTG} è maggiore della metà dell'area del poligono {\displaystyle TEAH}.
Similmente, se l'arco {\displaystyle AH} viene bisecato e ne viene tracciata la tangente nel punto di bisezione, di nuovo dall'area {\displaystyle GAH} viene sottratta un'area maggiore della metà. Continuando questo processo quindi, per il Teorema 1, si arriva ad un poligono circoscritto tale che lo spazio compreso tra esso e la circonferenza sia minore di {\displaystyle K-A_{C}}, ovvero il poligono circoscritto ha area minore di {\displaystyle K}. Il poligono ha apotema pari al raggio e quindi pari ad un cateto di {\displaystyle K}; ma il suo perimetro è maggiore della circonferenza del cerchio, quindi maggiore dell'altro cateto di {\displaystyle K}. Allora l'area del poligono è maggiore di {\displaystyle K}. Abbiamo così ottenuto un'altra contraddizione (area del poligono circoscritto contemporaneamente maggiore e minore di {\displaystyle K}), quindi l'ipotesi {\displaystyle A_{C}<K} non può essere vera.
Riassumendo, non potendo essere {\displaystyle A_{C}<K} né {\displaystyle A_{C}>K}, necessariamente risulta {\displaystyle A_{C}=K={\frac {CR}{2}}}.

### Definizione e unicità del Pi greco
Tutta la teoria finora sviluppata permette di definire il pi greco e di dimostrarne l'unicità.
Definizione del Pi greco: Dato un cerchio di circonferenza {\displaystyle C} e raggio {\displaystyle R}, si definisce {\displaystyle \pi _{C}={\frac {C}{2R}}}
Per il momento si è utilizzato il pedice "C" perché, a priori, non si conosce se il valore del pi greco dipenda dal cerchio dato. Ma comunque subito enunciamo e dimostriamo il seguente:
Teorema 7 di unicità del Pi greco: Date due qualsiasi circonferenze {\displaystyle C_{1}} e {\displaystyle C_{2}} di raggi {\displaystyle R_{1}} e {\displaystyle R_{2}}, allora risulta sempre {\displaystyle 2\pi _{1}={\frac {C_{1}}{R_{1}}}={\frac {C_{2}}{R_{2}}}=2\pi _{2}}, ovvero {\displaystyle \pi _{1}=\pi _{2}=\pi }. Quindi il pi greco è lo stesso per tutti i cerchi.
Infatti, siano {\displaystyle A_{1}} e {\displaystyle A_{2}} le aree dei due cerchi arbitrariamente scelti, allora per il Teorema 3 risulta {\displaystyle {\frac {A_{1}}{A_{2}}}={\frac {R_{1}^{2}}{R_{2}^{2}}}}, mentre per il Teorema 6 {\displaystyle A_{1}={\frac {C_{1}R_{1}}{2}},\ A_{2}={\frac {C_{2}R_{2}}{2}}\Rightarrow {\frac {A_{1}}{A_{2}}}={\frac {C_{1}R_{1}}{C_{2}R_{2}}}}. Segue allora che {\displaystyle {\frac {C_{1}}{C_{2}}}={\frac {R_{1}}{R_{2}}}\Rightarrow {\frac {C_{1}}{R_{1}}}={\frac {C_{2}}{R_{2}}}}.

## Discussione e ridefinizione moderna degli assiomi

### L'assioma di Dedekind
Per arrivare alla definizione di {\displaystyle \pi } è necessario utilizzare l'assioma di Eudosso e gli assiomi di Archimede sulla lunghezza delle curve. Quello di Eudosso non viene utilizzato da Euclide come un assioma, ma soltanto come una definizione. In realtà esso è un vero e proprio assioma che viene infatti utilizzato da Hilbert nella sua moderna assiomatizzazione della geometria euclidea, con il nome di Assioma di Archimede:
Assioma di Archimede-Hilbert: Sia {\displaystyle A_{1}} un punto qualsiasi di una retta tra due punti {\displaystyle A} e {\displaystyle B} della retta stessa arbitrariamente scelti. Si prendano punti {\displaystyle A_{2},A_{3},A_{4},\ldots } in modo tale che {\displaystyle A_{1}} giaccia tra {\displaystyle A} e {\displaystyle A_{2}}, {\displaystyle A_{2}} tra {\displaystyle A_{1}} e {\displaystyle A_{3}}, {\displaystyle A_{3}} tra {\displaystyle A_{2}} e {\displaystyle A_{4}} ecc. Inoltre siano i segmenti {\displaystyle {\overline {AA_{1}}},{\overline {A_{1}A_{2}}},{\overline {A_{2}A_{3}}},\ldots } uguali tra loro. Allora in questa serie di punti, esiste sempre un certo punto {\displaystyle A_{n}} tale che {\displaystyle B} giaccia tra {\displaystyle A} e {\displaystyle A_{n}}.
L'assioma di Archimede-Hilbert è solo una formulazione diversa dell'assioma di Eudosso, infatti, dato un segmento {\displaystyle {\overline {CD}}} qualsiasi, definendo {\displaystyle {\overline {CD}}={\overline {AA_{1}}}={\overline {A_{1}A_{2}}}={\overline {A_{2}A_{3}}}=\ldots {}}, segue immediatamente che esiste {\displaystyle A_{n}} tale che {\displaystyle {\overline {AA_{n}}}=n\cdot {\overline {CD}}>{\overline {AB}}}, ovvero l'assioma di Eudosso.
L'assioma 2 di Archimede sulla lunghezza delle curve concave dalla stessa parte è invece più problematico. In esso infatti viene definita solo una proprietà della lunghezza di una curva, ma non ne viene data una precisa definizione. Per definire la lunghezza di una curva è necessario introdurre un altro assioma fondamentale, l'assioma di Dedekind. Come si vedrà, questo assioma è di fatto implicito nella geometria euclidea e, come discuteremo, da esso si può dedurre sia l'assioma di Eudosso sia l'assioma 2 di Archimede sulle curve. Enunciamo subito l'assioma di Dedekind, poi se ne discuteranno le conseguenze:
Assioma di Dedekind (1872): Sia {\displaystyle S} un sottoinsieme di un campo ordinato di grandezze {\displaystyle F}. Se {\displaystyle \exists c\in F:a\in S\Rightarrow a\leq c} allora {\displaystyle \exists B\in F} tale che
- {\displaystyle a\in S\Rightarrow a\leq B};
- {\displaystyle d\in F,d<B\Rightarrow \exists a\in S:d<a}.

Analogamente, se {\displaystyle \exists c\in F:a\in S\Rightarrow a\geq c}, allora {\displaystyle \exists b\in F} tale che
- {\displaystyle a\in S\Rightarrow a\geq b};
- {\displaystyle d\in F,d>b\Rightarrow \exists a\in S:d>a}.

Definizione: Le grandezze {\displaystyle B} e {\displaystyle b} definite nell'assioma di Dedekind vengono chiamate rispettivamente estremo superiore ed estremo inferiore dell'insieme {\displaystyle S} e indicate come {\displaystyle B=\sup \left(S\right)} e {\displaystyle b=\inf \left(S\right)}.
Si può dimostrare che dall'assioma di Dedekind segue l'assioma di Eudosso.
Supponiamo per assurdo che, date due grandezze {\displaystyle a} e {\displaystyle b} tali che {\displaystyle 0<a<b}, sia {\displaystyle na\leq b} per qualunque intero {\displaystyle n}. Allora l'insieme {\displaystyle S=\left\{na\right\}} soddisfa le condizioni dell'assioma di Dedekind e quindi esiste {\displaystyle B=\sup \left(\left\{na\right\}\right)}. Quindi {\displaystyle na\leq B} per ogni {\displaystyle n}, e poiché {\displaystyle B-a<B}, per l'assioma di Dedekind esiste {\displaystyle ma\in \left\{na\right\}} tale che {\displaystyle B-a<ma} ovvero {\displaystyle B<ma+a=\left(m+1\right)a}. Ma anche {\displaystyle \left(m+1\right)a\in \left\{na\right\}} quindi abbiamo trovato un elemento di {\displaystyle S} maggiore dell'estremo superiore {\displaystyle B} di {\displaystyle S}. Ma questa è una contraddizione, quindi {\displaystyle na\leq b} non può essere vera per ogni {\displaystyle n}.
Abbiamo detto che l'assioma di Dedekind è di fatto implicito in tutta la geometria euclidea; esso infatti in generale esprime il concetto di continuità. Per capire questo si considerino le cosiddette sezioni di Dedekind:
Definizione: Dato un campo ordinato di grandezze {\displaystyle F}, una sezione di Dedekind è una partizione {\displaystyle \left(F_{1},F_{2}\right)} di {\displaystyle F} (ovvero {\displaystyle F=F_{1}\cup F_{2}} e {\displaystyle F_{1}\cap F_{2}=\oslash }) tale che {\displaystyle \forall x\in F_{1},\ \forall y\in F_{2}\Rightarrow x<y} e che {\displaystyle \forall \varepsilon >0,\ \exists x\in F_{1},\ \exists y\in F_{2}} tali che {\displaystyle y-x<\varepsilon } (classi indefinitamente ravvicinate).
Utilizzando l'assioma di Dedekind si può dimostrare che {\displaystyle \sup \left(F_{1}\right)=\inf \left(F_{2}\right)=k}. La grandezza {\displaystyle k} viene chiamata elemento di separazione delle due classi {\displaystyle F_{1}} e {\displaystyle F_{2}}.
Per l'assioma di Dedekind {\displaystyle \sup \left(F_{1}\right)} e {\displaystyle \inf \left(F_{2}\right)} esistono, quindi si deve dimostrare che essi coincidono. Supponiamo che sia {\displaystyle \inf \left(F_{2}\right)<\sup \left(F_{1}\right)}; allora per l'assioma di Dedekind esiste {\displaystyle {\bar {y}}\in F_{2}} tale che {\displaystyle {\bar {y}}<\sup \left(F_{1}\right)}, ma quest'ultima relazione, sempre per l'assioma di Dedekind, implica {\displaystyle {\bar {y}}\in F_{1}}, contrariamente all'ipotesi che i due insiemi {\displaystyle F_{1}} e {\displaystyle F_{2}} siano disgiunti. Supponiamo allora che sia {\displaystyle \sup \left(F_{1}\right)<\inf \left(F_{2}\right)}; allora risulta {\displaystyle \forall x\in F_{1},\ \forall y\in F_{2}\Rightarrow x\leq \sup \left(F_{1}\right)<\inf \left(F_{2}\right)\leq y} ovvero {\displaystyle y-x>\inf \left(F_{2}\right)-\sup \left(F_{1}\right)}, contrariamente all'ipotesi che {\displaystyle \forall \varepsilon >0,\ \exists x\in F_{1},\ \exists y\in F_{2}} tali che {\displaystyle y-x<\varepsilon }. Necessariamente quindi risulta {\displaystyle \sup \left(F_{1}\right)=\inf \left(F_{2}\right)}.
Abbiamo allora trovato in questo modo l'originaria formulazione dell'assioma di Dedekind, che riportiamo direttamente con le parole del matematico tedesco:
Che l'assioma di Dedekind esprima in astratto il concetto di continuità lo si può meglio comprendere da quanto segue. Nell'opera di Euclide ci sono due assiomi che vengono implicitamente utilizzati senza essere enunciati:
1. Assioma di continuità circolare: se una circonferenza {\displaystyle \gamma } ha un punto all'interno e uno all'esterno di un'altra circonferenza {\displaystyle \gamma '}, allora le due circonferenze si intersecano in due punti.
2. Assioma di continuità elementare: se l'estremo di un segmento cade all'interno di una circonferenza e l'altro estremo all'esterno, allora il segmento interseca la circonferenza.

Ma in realtà non c'è bisogno di introdurre la continuità circolare ed elementare come assiomi, infatti, partendo dall'assioma di Dedekind, essi possono essere dimostrati come teoremi. Come illustrato nel prossimo paragrafo anche l'assioma di Archimede sulla lunghezza delle curve concave dalla stessa parte può essere dimostrato da quello di Dedekind, così che esso ci permette di arrivare alla definizione e all'unicità del pi greco riducendo i due assiomi di Archimede (sulle curve) e di Eudosso ad uno solo. Quindi, anche se in Euclide e Archimede non si trovano formulazioni analoghe dell'assioma di Dedekind, e considerando anche il fatto che esso permette di derivare la continuità circolare ed elementare (implicite in tutta l'opera di Euclide e Archimede), l'assioma di Dedekind può essere considerato un assioma fondamentale della geometria euclidea.

### Lunghezza di una curva
L'assioma 2 di Archimede sulla lunghezza delle curve concave da una stessa parte può essere dimostrato come teorema sfruttando l'assioma di Dedekind. Tuttavia si deve prima dare una definizione rigorosa di lunghezza di una curva, definizione che Archimede non fornisce; anche questa definizione sarà fondata sull'assioma di Dedekind.
Definizione di lunghezza di una curva: Sia data una curva {\displaystyle \gamma } di estremi {\displaystyle A} e {\displaystyle B} e una successione di {\displaystyle n} punti {\displaystyle P_{0},\ P_{1},\ P_{2},\ldots } sulla curva stessa tali che {\displaystyle P_{0}=A} e {\displaystyle P_{n}=B}. Si indichi con {\displaystyle d\left(P_{i},P_{j}\right)} la lunghezza del segmento che unisce due punti {\displaystyle P_{i}} e {\displaystyle P_{j}}. Allora si definisce la lunghezza {\displaystyle L} della curva {\displaystyle \gamma } come
Quindi {\displaystyle L\left(\gamma \right)} è l'estremo superiore dell'insieme costituito da tutte le lunghezze di tutte le possibili poligonali che approssimano {\displaystyle \gamma } pertanto, per l'assioma di Dedekind, {\displaystyle \forall \ell } tali che {\displaystyle d\left(A,B\right)<\ell <L\left(\gamma \right)} esiste una poligonale che approssima la lunghezza di {\displaystyle \gamma } meglio di {\displaystyle \ell }.
Con questa definizione di lunghezza l'assioma 2 di Archimede può essere dimostrato. Siano allora {\displaystyle \Gamma } e {\displaystyle \gamma } due curve qualsiasi entrambe concave dalla stessa parte, con gli stessi estremi e tali che {\displaystyle \gamma } sia contenuta in {\displaystyle \Gamma }. Si vuole dimostrare che {\displaystyle L\left(\Gamma \right)>L\left(\gamma \right)}. Dimostriamo prima la tesi nel caso in cui la curva contenuta in {\displaystyle \Gamma } sia una qualunque poligonale costituita da {\displaystyle n} segmenti. La dimostrazione procede per induzione. Il caso {\displaystyle n=1} è banalmente vero, perché la poligonale si riduce al segmento {\displaystyle AB}. Assumendo allora che la tesi sia vera per una qualunque poligonale costituita da {\displaystyle \left(n-1\right)} segmenti (ipotesi induttiva), dimostriamo che sarà vera anche per {\displaystyle n}.
Sia allora {\displaystyle AM_{1}M_{2}\ldots M_{n-1}B} una poligonale di {\displaystyle n} segmenti concava dalla stessa parte di {\displaystyle \Gamma } e interamente contenuta in essa. Sia {\displaystyle N_{1}} il punto di intersezione tra {\displaystyle \Gamma } e il prolungamento di {\displaystyle AM_{1}}. Applichiamo allora l'ipotesi induttiva alla poligonale {\displaystyle M_{1}M_{2}\ldots M_{n-1}B} che è interamente contenuta nella curva formata dall'unione del segmento {\displaystyle M_{1}N_{1}} e l'arco {\displaystyle {\stackrel {\frown }{N_{1}B}}} di {\displaystyle \Gamma }. Per l'ipotesi induttiva si ha allora:
- {\displaystyle L\left(M_{1}M_{2}\ldots M_{n-1}B\right)<M_{1}N_{1}+L\left({\stackrel {\frown }{N_{1}B}}\right)}

da cui
- {\displaystyle L\left(AM_{1}M_{2}\ldots M_{n-1}B\right)=AM_{1}+L\left(M_{1}M_{2}\ldots M_{n-1}B\right)<AM_{1}+M_{1}N_{1}+L\left({\stackrel {\frown }{N_{1}B}}\right)=}
{\displaystyle =AN_{1}+L\left({\stackrel {\frown }{N_{1}B}}\right)<L\left({\stackrel {\frown }{AN_{1}}}\right)+L\left({\stackrel {\frown }{N_{1}B}}\right)=L\left({\stackrel {\frown }{AB}}\right)=L\left(\Gamma \right)}

Quindi tutte le poligonali concave dalla stessa parte e contenute in {\displaystyle \Gamma } hanno lunghezza minore di quella di {\displaystyle \Gamma } stessa. Di conseguenza anche l'estremo superiore di tutte queste poligonali, ovvero {\displaystyle L\left(\gamma \right)}, deve essere minore di {\displaystyle L\left(\Gamma \right)}. Infatti, se fosse {\displaystyle L\left(\Gamma \right)<L\left(\gamma \right)}, per l'assioma di Dedekind {\displaystyle L\left(\Gamma \right)} sarebbe una lunghezza appartenente all'insieme di tutte le lunghezze di tutte le poligonali che approssimano {\displaystyle \Gamma }, ed esisterebbe una poligonale la cui lunghezza è maggiore di {\displaystyle L\left(\Gamma \right)}, ma questo, come abbiamo appena dimostrato, è impossibile. Quindi non può essere {\displaystyle L\left(\Gamma \right)<L\left(\gamma \right)}.

## Derivazione alternativa del Pi greco
Un altro possibile modo di derivare il pi greco si ricava dalla sola opera di Archimede. Questa derivazione può essere fondata direttamente sull'assioma di Dedekind, oppure sull'assioma 2 di Archimede sulla lunghezza delle curve concave dalla stessa parte. Ci sono tre teoremi che è preliminarmente necessario dimostrare per arrivare poi a provare, sempre con il metodo di esaustione, che il rapporto tra circonferenza e raggio è uguale per tutti i cerchi.
I primi due teoremi corrispondono alle Proposizioni 2 e 3 del primo libro Sulla sfera ed il cilindro di Archimede.
Teorema 8 (Sulla Sfera ed il Cilindro I, proposizione 2): Date due diverse grandezze, è sempre possibile trovare due segmenti diversi tale che il rapporto tra il maggiore e il minore sia più piccolo del rapporto tra la grandezza maggiore e quella minore date.
Con riferimento alla figura diciamo che, date le grandezze {\displaystyle AB>D}, è sempre possibile trovare due segmenti {\displaystyle EG>GH} tali che {\displaystyle {\frac {EG}{GH}}<{\frac {AB}{D}}}.
Siano date le grandezze  {\displaystyle AB>D} e sia {\displaystyle GH} un qualunque segmento. Si misuri lungo {\displaystyle BA} un segmento {\displaystyle BC} equivalente a {\displaystyle D}. Allora se {\displaystyle CA} viene aggiunto a sé stesso un numero sufficiente di volte, per l'assioma di Eudosso, tale somma sarà maggiore di {\displaystyle D}. Sia {\displaystyle AF} tale somma e si prenda {\displaystyle E} sul prolungamento di {\displaystyle GH} tale che {\displaystyle {\frac {EH}{GH}}={\frac {AC}{AF}}}. Ma dato che {\displaystyle AF>BC} allora {\displaystyle {\frac {AC}{AF}}<{\frac {AC}{BC}}\Rightarrow {\frac {EH}{GH}}<{\frac {AC}{BC}}}. Ma dato che {\displaystyle EH=EG-GH} e che {\displaystyle AC=AB-BC}, segue la disuguaglianza {\displaystyle {\frac {EG}{GH}}-1<{\frac {AB}{BC}}-1\Rightarrow {\frac {EG}{GH}}<{\frac {AB}{D}}}, quindi {\displaystyle EG>GH} sono proprio i due segmenti cercati. Il teorema è quindi dimostrato.
Il Teorema 8 è necessario per la dimostrazione del seguente:
Teorema 9 (Sulla Sfera ed il Cilindro I, proposizione 3): Date due diverse grandezze e un cerchio, è sempre possibile iscrivere un poligono regolare nel cerchio e circoscriverne un altro con lo stesso numero di lati intorno al cerchio, in maniera tale che il rapporto tra il lato del poligono circoscritto e il lato di quello iscritto sia minore dal rapporto tra la grandezza maggiore e quella minore date.
Con riferimento alla figura diciamo che, date le grandezze {\displaystyle A>B}, è sempre possibile trovare due poligoni regolari con lo stesso numero di lati, l'uno iscritto nel e l'altro circoscritto al cerchio, in modo tale che per i loro rispettivi lati {\displaystyle CN} ed {\displaystyle ST} valga la disuguaglianza {\displaystyle {\frac {ST}{CN}}<{\frac {A}{B}}}.
Siano date le grandezze {\displaystyle A>B} e il cerchio {\displaystyle DCGE}. Il Teorema 8 garantisce che si possano trovare due segmenti {\displaystyle F>KL} tali che {\displaystyle {\frac {F}{KL}}<{\frac {A}{B}}}.
Si disegni la perpendicolare {\displaystyle LM} a {\displaystyle KL} di lunghezza tale che {\displaystyle KM=F}. Nel cerchio siano {\displaystyle CE} e {\displaystyle DG} due diametri ad angolo retto. Allora, bisecando l'angolo {\displaystyle D{\hat {O}}C}, bisecandone poi la metà e procedendo iterativamente, si arriva infine, per l'assioma di Eudosso, ad un angolo (ad esempio {\displaystyle N{\hat {O}}C}) minore del doppio dell'angolo {\displaystyle L{\hat {K}}M}.
Il segmento {\displaystyle NC} è per costruzione il lato del poligono regolare iscritto nel cerchio. Sia {\displaystyle OP} il raggio che biseca l'angolo {\displaystyle N{\hat {O}}C} (e che pertanto biseca {\displaystyle NC} ad angolo retto in {\displaystyle H}), e si tracci la tangente al cerchio in {\displaystyle P} che interseca i prolungamenti di {\displaystyle OC} e {\displaystyle ON}, formando così il segmento {\displaystyle ST} che per costruzione è il lato del poligono regolare circoscritto al cerchio.
Risulta ora {\displaystyle N{\hat {O}}C<2L{\hat {K}}M\Rightarrow H{\hat {O}}C<L{\hat {K}}M}, e che gli angoli in {\displaystyle H} ed {\displaystyle L} sono retti. Risulta allora {\displaystyle {\frac {KM}{KL}}>{\frac {OC}{OH}}={\frac {OP}{OH}}}.
Inoltre, poiché {\displaystyle OCH} e {\displaystyle OSP} sono triangoli simili, risulta {\displaystyle {\frac {OH}{CH}}={\frac {OP}{SP}}\Rightarrow {\frac {OP}{OH}}={\frac {SP}{CH}}={\frac {ST}{CN}}}.
Si ottiene così {\displaystyle {\frac {ST}{CN}}<{\frac {KM}{KL}}={\frac {F}{KL}}<{\frac {A}{B}}\Rightarrow {\frac {ST}{CN}}<{\frac {A}{B}}}. Il teorema è così dimostrato.
Dal Teorema 9 segue il seguente corollario:
Corollario del Teorema 9: Dato un cerchio e una grandezza {\displaystyle \varepsilon } arbitraria, è sempre possibile trovare due poligoni regolari, uno circoscritto e l'altro iscritto nella circonferenza, tali che la differenza dei loro perimetri sia minore di {\displaystyle \varepsilon }.
Si considerino due segmenti arbitrari {\displaystyle A} e {\displaystyle B=A+\varepsilon ''}. Allora per il Teorema 9 è possibile trovare due poligoni, uno circoscritto e uno iscritto nella circonferenza, tali che i loro rispettivi perimetri {\displaystyle P_{c}} e {\displaystyle P_{i}} soddisfino la disuguaglianza {\displaystyle {\frac {P_{c}}{P_{i}}}<{\frac {B}{A}}=1+{\frac {\varepsilon ''}{A}}}. Ma dato che {\displaystyle \varepsilon ''} è una quantità arbitraria, di fatto anche la quantità {\displaystyle \varepsilon '={\frac {\varepsilon ''}{A}}} è una quantità arbitraria. Quindi {\displaystyle {\frac {P_{c}}{P_{i}}}<1+\varepsilon '\Rightarrow P_{c}<P_{i}+\varepsilon 'P_{i}}. Ma ancora, dato che {\displaystyle \varepsilon '} è una quantità arbitraria, anche la quantità {\displaystyle \varepsilon =\varepsilon 'P_{i}} è in pratica arbitraria. Segue quindi che {\displaystyle P_{c}-P_{i}<\varepsilon }, come volevasi dimostrare.
Dal Corollario segue allora che la classe di tutti i poligoni regolari iscritti nella circonferenza e la classe di tutti i poligoni regolari circoscritti formano una sezione di Dedekind. Come è stato più sopra dimostrato, ogni sezione di Dedekind ha un solo elemento di separazione; possiamo allora dare la seguente definizione di lunghezza della circonferenza:
Definizione di lunghezza della circonferenza: Dato un cerchio qualsiasi, si definisce la lunghezza della circonferenza {\displaystyle C} come l'elemento di separazione (unico) della sezione di Dedekind costituita dalla classe {\displaystyle P_{i}} dei perimetri di tutti i poligoni regolari iscritti nella circonferenza e la classe {\displaystyle P_{c}} dei perimetri di tutti i poligoni regolari circoscritti. Pertanto {\displaystyle \forall p_{i}\in P_{i},\forall p_{c}\in P_{c}} risulta sempre {\displaystyle p_{i}<C<p_{c}}.
Resta da enunciare un ultimo teorema necessario a dimostrare l'unicità del pi greco:
Teorema 10: I perimetri di due poligoni simili, entrambi iscritti oppure entrambi circoscritti a due distinte circonferenze, stanno tra loro come i rispettivi raggi.
Nel caso di due poligoni iscritti in due distinte circonferenze si veda la dimostrazione del Teorema 2.
Si considerino quindi solo i poligoni circoscritti, come in figura.
Ricordando che gli angoli di intersezione tra i raggi e le tangenti alla circonferenza (e quindi i lati del poligono) nel punto di tangenza sono retti, segue {\displaystyle O{\hat {L}}A=O{\hat {B}}A=90^{\circ }} e {\displaystyle O'{\hat {L}}'A'=O'{\hat {B}}'A'=90^{\circ }}. Inoltre {\displaystyle OB=OL=R_{1}} e {\displaystyle O'B'=O'L'=R_{2}}, ovvero {\displaystyle OBL} e {\displaystyle O'B'L'} sono isosceli, quindi {\displaystyle O{\hat {B}}L=O{\hat {L}}B} e {\displaystyle O'{\hat {B}}'L'=O'{\hat {L}}'B'}. Di conseguenza {\displaystyle A{\hat {B}}L=90^{\circ }-O{\hat {B}}L=90^{\circ }-O{\hat {L}}B=A{\hat {L}}B}, e analogamente {\displaystyle A'{\hat {B}}'L'=A'{\hat {L}}'B'}. Ma per l'ipotesi di similitudine tra i poligoni {\displaystyle L{\hat {A}}B=L'{\hat {A}}'B'}, quindi {\displaystyle A{\hat {B}}L=A'{\hat {B}}'L'=A{\hat {L}}B=A'{\hat {L}}'B'} e {\displaystyle O{\hat {B}}L=O'{\hat {B}}'L'=O{\hat {L}}B=O'{\hat {L}}'B'}.
Sono quindi simili tra loro i triangoli {\displaystyle ABL} a {\displaystyle A'B'L'} e {\displaystyle OBL} a {\displaystyle O'B'L'}. In modo analogo si dimostra che sono simili i triangoli {\displaystyle CDB} a {\displaystyle C'D'B'} e {\displaystyle OBD} a {\displaystyle O'B'D'}.
Si ottiene quindi {\displaystyle {\frac {AB}{BL}}={\frac {A'B'}{B'L'}}\Rightarrow {\frac {AB}{A'B'}}={\frac {BL}{B'L'}}} e {\displaystyle {\frac {BL}{R_{1}}}={\frac {B'L'}{R_{2}}}\Rightarrow {\frac {BL}{B'L'}}={\frac {R_{1}}{R_{2}}}}, ovvero {\displaystyle {\frac {AB}{A'B'}}={\frac {R_{1}}{R_{2}}}}; analogamente si ottiene {\displaystyle {\frac {BC}{B'C'}}={\frac {R_{1}}{R_{2}}}}.
Ripetendo il procedimento per gli altri lati si ottiene {\displaystyle {\frac {R_{1}}{R_{2}}}={\frac {AB}{A'B'}}={\frac {BC}{B'C'}}={\frac {CD}{C'D'}}={\frac {DE}{D'E'}}=\ldots }. Ma dato che i perimetri dei due poligoni sono {\displaystyle P_{1}=AB+BC+CD+DE+\ldots } e {\displaystyle P_{2}=A'B'+B'C'+C'D'+D'E'+\ldots }, allora necessariamente risulta {\displaystyle {\frac {P_{1}}{P_{2}}}={\frac {R_{1}}{R_{2}}}}.
Si può ora ridimostrare il teorema di unicità del pi greco, ovvero che, dati due cerchi qualsiasi di raggi {\displaystyle R_{1}} e {\displaystyle R_{2}} e circonferenze {\displaystyle C_{1}} e {\displaystyle C_{2}}, risulti in ogni caso {\displaystyle {\frac {C_{1}}{R_{1}}}={\frac {C_{2}}{R_{2}}}}.
Si ricordi la definizione di lunghezza della circonferenza {\displaystyle C} basata sull'assioma di Dedekind e si indichino con le lettere {\displaystyle P} e {\displaystyle p} rispettivamente i perimetri dei poligoni circoscritti e iscritti nelle due circonferenze date. Supponiamo che sia {\displaystyle {\frac {C_{1}}{C_{2}}}\neq {\frac {R_{1}}{R_{2}}}}. Allora risulterà {\displaystyle {\frac {C_{1}}{L}}={\frac {R_{1}}{R_{2}}}} dove {\displaystyle L<C_{2}} oppure {\displaystyle L>C_{2}}.
Si consideri il caso {\displaystyle L<C_{2}}. Per l'assioma di Dedekind allora si può trovare un poligono iscritto nella circonferenza {\displaystyle C_{2}} tale che il suo perimetro soddisfi la disuguaglianza {\displaystyle L<p_{2}<C_{2}}; considerando poi il corrispondente poligono simile iscritto nella circonferenza {\displaystyle C_{1}}, per il Teorema 10 risulta {\displaystyle {\frac {R_{1}}{R_{2}}}={\frac {p_{1}}{p_{2}}}={\frac {C_{1}}{L}}}; ma {\displaystyle {\frac {p_{1}}{p_{2}}}<{\frac {C_{1}}{p_{2}}}}, quindi {\displaystyle {\frac {C_{1}}{L}}<{\frac {C_{1}}{p_{2}}}}, ovvero {\displaystyle p_{2}<L}. Si ottiene così una contraddizione ({\displaystyle p_{2}} contemporaneamente maggiore e minore di {\displaystyle L}), quindi non può essere {\displaystyle L<C_{2}} come supposto. Analogamente si dimostra che se {\displaystyle {\frac {C_{2}}{S}}={\frac {R_{2}}{R_{1}}}}, allora non può essere {\displaystyle S<C_{1}}.
Si consideri allora il caso {\displaystyle L>C_{2}}. Per l'assioma di Dedekind allora si può trovare un poligono circoscritto alla circonferenza {\displaystyle C_{2}} tale che il suo perimetro soddisfi la disuguaglianza {\displaystyle C_{2}<P_{2}<L}; considerando poi il corrispondente poligono simile circoscritto alla circonferenza {\displaystyle C_{1}}, per il Teorema 10 risulta {\displaystyle {\frac {R_{1}}{R_{2}}}={\frac {P_{1}}{P_{2}}}={\frac {C_{1}}{L}}}; ma {\displaystyle {\frac {P_{1}}{P_{2}}}>{\frac {C_{1}}{P_{2}}}}, quindi {\displaystyle {\frac {C_{1}}{L}}>{\frac {C_{1}}{P_{2}}}}, ovvero {\displaystyle P_{2}>L}. Si ottiene così una contraddizione ({\displaystyle P_{2}} contemporaneamente maggiore e minore di {\displaystyle L}), quindi non può essere {\displaystyle L>C_{2}} come supposto. Analogamente si dimostra che se {\displaystyle {\frac {C_{2}}{S}}={\frac {R_{2}}{R_{1}}}}, allora non può essere {\displaystyle S>C_{1}}.
Quindi deve essere necessariamente {\displaystyle L=C_{2}} ovvero {\displaystyle {\frac {C_{1}}{C_{2}}}={\frac {R_{1}}{R_{2}}}\Rightarrow {\frac {C_{1}}{R_{1}}}={\frac {C_{2}}{R_{2}}}}. Essendo {\displaystyle C_{1}} e {\displaystyle C_{2}} due circonferenze generiche, risulta dimostrato che il rapporto tra circonferenza e raggio è uguale per tutti i cerchi, ovvero il pi greco è unico.